# Eduard Fenzl

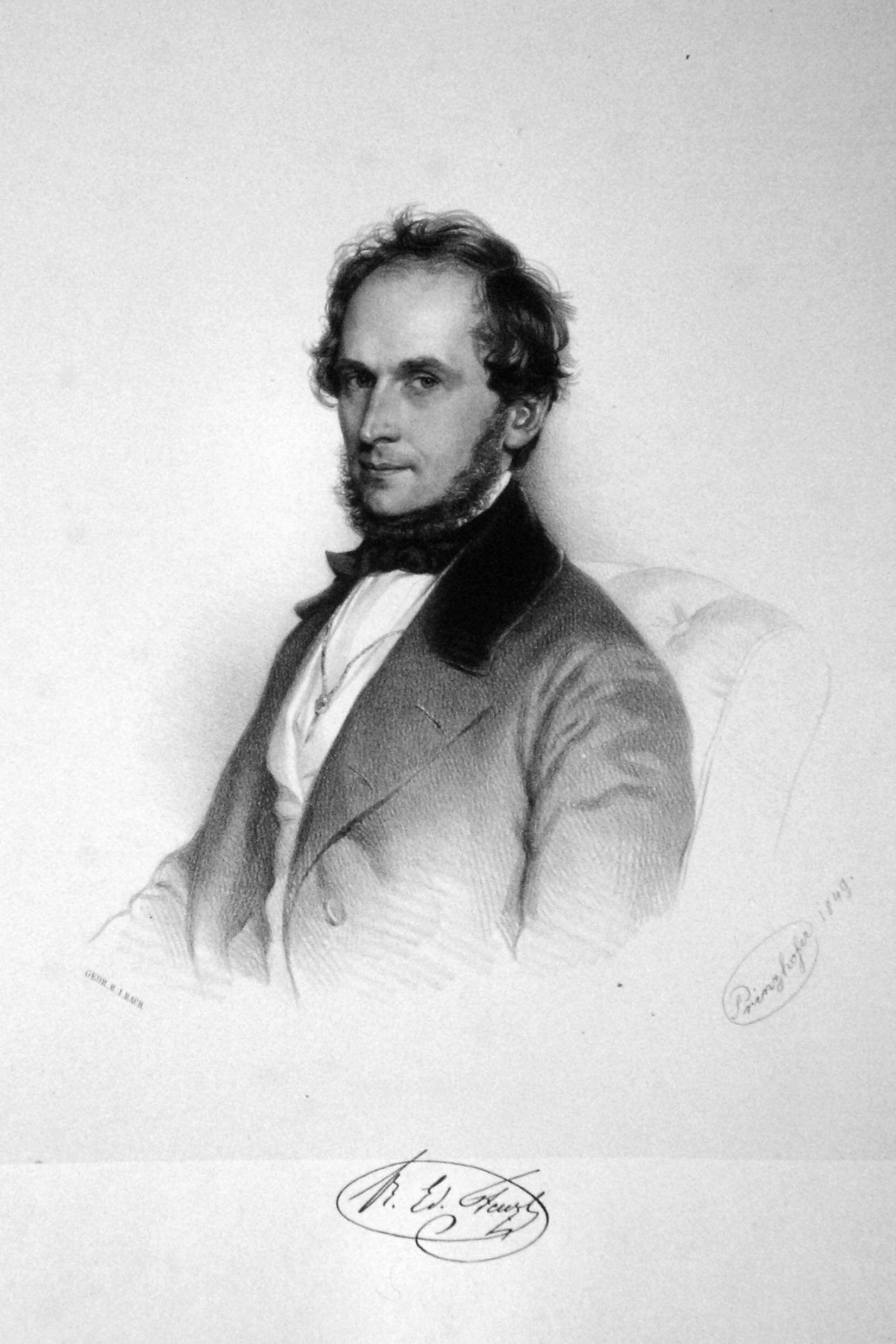
Eduard Fenzl, Lithographie von August Prinzhofer, 1849

Eduard Fenzl (* 15. Februar 1808 in Krummnußbaum in Niederösterreich; † 29. September 1879 in Wien) war ein österreichischer Botaniker. Sein offizielles botanisches Autorenkürzel lautet „Fenzl“.
Fenzl war seit 1867 Schwiegervater des Mineralogen Gustav Tschermak und folglich Großvater von dessen Söhnen, dem Physiologen Armin Tschermak-Seysenegg und dem Biologen Erich Tschermak-Seysenegg. Er ist auch der Schwiegervater des Astronomen Edmund Weiss, der Adelinde Fenzl heiratete.

## Leben
Ab 1825 studierte er an der Universität Wien Medizin. Schon während der Studienzeit interessierte er sich sehr für Botanik, eine Neigung, die noch durch die Bekanntschaft mit den gleichaltrigen Botanikern August Neilreich, Ludwig Redtenbacher und Heinrich Wilhelm Schott vertieft wurde. 1833 schloss er das Studium der Medizin mit einer Dissertation über ein botanisches Thema ab.
Bis 1836 war Fenzl Assistent an der Lehrkanzel für Botanik unter Joseph Franz von Jacquin.
Von 1840 bis 1878 war er Kustos und Leiter des botanischen Hofkabinetts, von 1849 bis 1878 Professor der Botanik an der Universität Wien, sowie ab 1849 Direktor des Botanischen Gartens dieser Universität. Im Jahr 1842 wurde er zum Mitglied der Leopoldina gewählt. Fenzl war Schüler und später auch Nachfolger von Stephan Ladislaus Endlicher.
Bei der Lehramtsprüfung an der Wiener Universität traf Gregor Mendel 1856 auf Fenzl. Damals war die Befruchtung zentrales Thema der wissenschaftlichen Biologie. Im Gegensatz zu seinem Prüfling lehnte Fenzl die Befruchtung als Vereinigung einer weiblichen und einer männlichen Zelle ab. Mendel musste auf dieser Grundlage der geschlechtlichen Fortpflanzung beharren, war sie doch die Voraussetzung für seine geplanten Erbsen-Kreuzungen. Fenzl ließ Mendel durchfallen oder bewog ihn zum Rücktritt.
Fenzls Enkel Erich Tschermak-Seysenegg gilt als einer der „Wiederentdecker“ von Mendels Forschung.
Fenzl war Mitbegründer der Wiener Zoologisch-Botanischen Gesellschaft und des Österreichischen Alpenvereins, dessen erster Vorstand er auch war. Als Mitglied zahlreicher Verbände und Vereinigungen hatte er großen Anteil an der Entwicklung des wissenschaftlichen Lebens in Österreich.
Er wurde am Wiener Zentralfriedhof bestattet. Das Grab ist bereits aufgelassen.
Zu den Schülern Fenzls zählt sein Nachfolger am Hofkabinett Heinrich Wilhelm Reichardt.

## Ehrungen
Nach Fenzl benannt ist die Pflanzengattung Fenzlia Benth. aus der Familie der Sperrkrautgewächse (Polemoniaceae).